# Zwitsers voetbalkampioenschap 1914/15
In 1914/15 werd het 18e seizoen van het nationale voetbalkampioenschap in Zwitserland georganiseerd.

## Modus
De Serie A werd, in drie geografische groepen verdeeld, de centrale werd nog eens opgesplitst. Voor een overwinning kreeg een team twee punten en voor een gelijkspel een. De vier winnaars bekampten elkaar in een knock-outsysteem voor de landstitel. Er was geen promotie of degradatie tussen de Serie A en Serie B. Door de Eerste Wereldoorlog werd dit een interim kampioenschap.

## Voorronde

### Oost
| Pl | Club                    | Wed | W | G | V | DV | DT | Ptn |
| -- | ----------------------- | --- | - | - | - | -- | -- | --- |
| 1  | Brühl St. Gallen        | 6   | 4 | 1 | 1 | 11 | 4  | 9   |
| 2  | FC St. Gallen           | 6   | 4 | 1 | 1 | 25 | 2  | 9   |
| 3  | FC Winterthur-Veltheim  | 6   | 3 | 0 | 3 | 16 | 10 | 6   |
| 4  | Grasshopper Club Zürich | 6   | 0 | 0 | 6 | 7  | 43 | 0   |

- Playoff wedstrijd: Brühl St Gallen 2 - 1 FC St Gallen

### Centraal I
| Pl | Club            | Wed | W | G | V | DV | DT | Ptn |
| -- | --------------- | --- | - | - | - | -- | -- | --- |
| 1  | FC Aarau        | 6   | 5 | 0 | 1 | 18 | 7  | 10  |
| 2  | Old Boys Basel  | 6   | 4 | 0 | 2 | 15 | 16 | 8   |
| 3  | FC Basel        | 6   | 2 | 1 | 3 | 15 | 14 | 5   |
| 4  | Nordstern Basel | 6   | 0 | 1 | 5 | 8  | 19 | 1   |

### Centraal II
| Pl | Club                     | Wed | W | G | V | DV | DT | Ptn |
| -- | ------------------------ | --- | - | - | - | -- | -- | --- |
| 1  | Young Boys Bern          | 6   | 5 | 1 | 0 | 20 | 3  | 11  |
| 2  | Etoile La Chaux-de-Fonds | 6   | 3 | 1 | 2 | 18 | 9  | 7   |
| 3  | FC Bern                  | 6   | 2 | 2 | 2 | 11 | 10 | 6   |
| 4  | FC Biel-Bienne           | 6   | 0 | 0 | 6 | 5  | 32 | 0   |

### West
| Pl | Club               | Wed | W | G | V | DV | DT | Ptn |
| -- | ------------------ | --- | - | - | - | -- | -- | --- |
| 1  | Servette FC Genève | 6   | 5 | 0 | 1 | 29 | 10 | 10  |
| 2  | Montriond Lausanne | 6   | 4 | 0 | 2 | 23 | 11 | 8   |
| 3  | Cantonal Neuchâtel | 6   | 2 | 0 | 4 | 16 | 23 | 4   |
| 4  | Concordia Yverdon  | 6   | 1 | 0 | 5 | 11 | 35 | 2   |

## Halvefinale
|       |                    |       |                 |          |
| 2 mei | Servette FC Genève | 3 – 2 | Young Boys Bern | Lausanne |
| 2 mei |                    |       |                 | Lausanne |

|       |          |       |                  |        |
| 9 mei | FC Aarau | 3 – 2 | Brühl St. Gallen | Zürich |
| 9 mei |          |       |                  | Zürich |

- Na protest van Brühl St. Gallen werd de match opnieuw gespeeld

|        |                  |       |          |        |
| 30 mei | Brühl St. Gallen | 8 – 1 | FC Aarau | Zürich |
| 30 mei |                  |       |          | Zürich |

## Finale
|        |                  |       |                    |      |
| 6 juni | Brühl St. Gallen | 3 – 0 | Servette FC Genève | Bern |
| 6 juni |                  |       |                    | Bern |

1897/98 ·
1898/99 ·
1899/00 ·
1900/01 ·
1901/02 ·
1902/03 ·
1903/04 ·
1904/05 ·
1905/06 ·
1906/07 ·
1907/08 ·
1908/09 ·
1909/10 ·
1910/11 ·
1911/12 ·
1912/13 ·
1913/14 ·
1914/15 ·
1915/16 ·
1916/17 ·
1917/18 ·
1918/19 ·
1919/20 ·
1920/21 ·
1921/22 ·
1922/23 ·
1923/24 ·
1924/25 ·
1925/26 ·
1926/27 ·
1927/28 ·
1928/29 ·
1929/30 ·
1930/31 ·
1931/32 ·
1932/33 ·
1933/34 ·
1934/35 ·
1935/36 ·
1936/37 ·
1937/38 ·
1938/39 ·
1939/40 ·
1940/41 ·
1941/42 ·
1942/43 ·
1943/44 ·
1944/45 ·
1945/46 ·
1946/47 ·
1947/48 ·
1948/49 ·
1949/50 ·
1950/51 ·
1951/52 ·
1952/53 ·
1953/54 ·
1954/55 ·
1955/56 ·
1956/57 ·
1957/58 ·
1958/59 ·
1959/60 ·
1960/61 ·
1961/62 ·
1962/63 ·
1963/64 ·
1964/65 ·
1965/66 ·
1966/67 ·
1967/68 ·
1968/69 ·
1969/70 ·
1970/71 ·
1971/72 ·
1972/73 ·
1973/74 ·
1974/75 ·
1975/76 ·
1976/77 ·
1977/78 ·
1978/79 ·
1979/80 ·
1980/81 ·
1981/82 ·
1982/83 ·
1983/84 ·
1984/85 ·
1985/86 ·
1986/87 ·
1987/88 ·
1988/89 ·
1989/90 ·
1990/91 ·
1991/92 ·
1992/93 ·
1993/94 ·
1994/95 ·
1995/96 ·
1996/97 ·
1997/98 ·
1998/99 ·
1999/00 ·
2000/01 ·
2001/02 ·
2002/03 ·
2003/04 ·
2004/05 ·
2005/06 ·
2006/07 ·
2007/08 ·
2008/09 ·
2009/10 ·
2010/11 ·
2011/12 ·
2012/13 ·
2013/14 ·
2014/15 ·
2015/16 ·
2016/17 ·
2017/18 ·
2018/19 ·
2019/20 ·
2020/21 ·
2021/22 ·
2022/23